# 义阳公主 (西魏)
义阳公主（?—?），中国南北朝西魏公主，西魏文帝之女。
义阳公主嫁给了河南窦氏的窦照。窦照是窦岳之孙，窦毅之子，李渊夫人窦氏之兄。所以义阳公主是唐太宗的舅妈。义阳公主的儿子窦彦，是窦德玄的父亲，窦怀哲、窦怀贞的祖父。